# Фронтир, Доминик
До́миник Фро́нтир (Фро́нтьер; англ. Dominic Frontiere; 17 июня 1931, Нью-Хейвен, Коннектикут, США — 21 декабря 2017, Тесуке, Санта-Фе, Нью-Мексико, там же) — американский композитор, аранжировщик, джазовый аккордеонист. Автор музыки к известным теле- и кинофильмам, в том числе к первому сезону телесериала «За гранью возможного» (1963) и международному кинобестселлеру «Трюкач» (1980).

## Биография
Родился в семье профессиональных музыкантов. К семи годам, овладев несколькими музыкальными инструментами, начал карьеру концертирующего аккордеониста. В двенадцать лет выступил с сольным концертом в Карнеги-холле.
После непродолжительного участия в биг-бенде в конце 1940-х — начале 1950-х годов переехал в Лос-Анджелес, где поступил в Калифорнийский университет. Несколько лет спустя стал музыкальным директором кинокомпании 20th Century Fox; параллельно записывался как джазовый исполнитель. На протяжении 1960-х годов сочинил музыку для нескольких известных телепрограмм и кинофильмов, в том числе саундтрек к первому сезону фантастического телесериала «За гранью возможного» (1963), историческим телесериалам «Полуденное солнце» (1964—1967) и «Крысиный патруль» (1966—1968), циклу научно-фантастических телепередач «Захватчики» (1967—1968), фильму с участием Клинта Иствуда «Вздёрни их повыше» (1968). Одноимённая инструментальная композиция из фильма стала хитом в исполнении американской ритм-энд-блюзовой-группы Booker T. & the M.G.’s.
В 1967 году женился на актрисе Сисели Эванс (род. 1930; брак был расторгнут в 1976 году). В начале 1970-х годов возглавил музыкальный отдел кинокомпании Paramount Pictures. На протяжении 1970—1980-х годов продолжал работать для телевидения и кино. Оркестровал музыкальные альбомы  известных поп- и рок-групп (в частности, Chicago). В 1980 году получил премию «Золотой глобус» за саундтрек к фильму Ричарда Раша «Трюкач».
В 1986 году отбыл девятимесячное тюремное заключение за спекуляцию билетами на матчи американского футбольного Суперкубка-1980, полученными через будущую вторую жену — владелицу клуба «Лос-Анджелес Рэмс» Джорджию Фронтир (1927—2008). По оценке следствия, Фронтир нелегально реализовал около 16 тыс. билетов, выручив за них около полумиллиона долларов и утаив доходы от Налогового управления США, за что был приговорён к тюремному заключению сроком на один год и один день, испытательному сроку в три года и штрафу в размере 15 тыс. долларов. Вскоре после досрочного выхода Фронтира из федеральной тюрьмы Джорджия Фронтир подала на развод.

### Смерть
Умер 21 декабря 2017 года в возрасте 86 лет в Тесуке, штат Нью-Мексико, где жил с 1990-х годов.